# Grégoire de Fournas
Pour les autres membres de la famille, voir Famille de Fournas.
Grégoire de Fournas de La Brosse, né le 19 mars 1985 à Lesparre-Médoc (Gironde), est un homme politique français.
Membre du Rassemblement national, il est conseiller départemental de la Gironde de 2015 à 2021, élu dans le canton du Nord-Médoc. Il est élu conseiller municipal d'opposition à Pauillac en 2020.
Il est élu député dans la 5e circonscription de la Gironde en 2022. En novembre 2022, il est exclu de l'Assemblée nationale pendant quinze jours de séances pour tumulte, après des propos considérés comme racistes par le bureau de l'Assemblée, décision entérinée par la majorité des députés. Lors des élections législatives de 2024, il perd son siège à l’Assemblée nationale après avoir été battu au second tour dans sa circonscription.

## Biographie
Grégoire de Fournas naît le 19 mars 1985 à Lesparre-Médoc. Il est issu de la famille de Fournas qui a compté quatre députés au XIXe siècle. Il est catholique pratiquant. Il est titulaire d'un brevet de technicien supérieur viticulture-œnologie. Il est, dans un premier temps avec son père à la tête d'un vignoble, le château Vieux Cassan, puis le dirige seul à partir de 2010. Il est père de cinq enfants.
Grégoire de Fournas, tout en se déclarant contre l'immigration, a déjà utilisé pour son exploitation viticole de la main-d'œuvre étrangère à bas prix en travail détaché, principalement d'origine roumaine ou portugaise,,.
En 2010, il milite pour le Bloc identitaire en tant que cadre de la section girondine du parti,,.
Il adhère au Front national (FN) en 2011. Il est présent sur la liste du FN élections sénatoriales de 2014. Il est élu conseiller départemental de la Gironde en 2015, dans le canton du Nord-Médoc, mais échoue aux législatives de 2017, puis aux municipales à Pauillac en 2020.
Il se présente aux élections départementales de 2021 en Gironde, avec pour suppléant l'ancien trésorier du Bloc identitaire.
Le 19 juin 2022, au second tour des élections législatives de 2022, en obtenant 53,28 % des voix il est élu dans la cinquième circonscription de la Gironde sous les couleurs du Rassemblement national (RN). Le second tour a donné lieu à une rupture du front républicain dans la circonscription : arrivée troisième du premier tour, Karine Nouette-Gaulain (majorité présidentielle) n'a donné aucune consigne de vote entre la gauche et l'extrême droite,. Il a pour collaborateur parlementaire Nicolas Goury, un ancien de la section rouennaise de Génération identitaire, qui s’est vu refuser une place éligible sur la liste du RN aux élections régionales de 2021 en Normandie « car il multipliait les dérapages homophobes sur les réseaux sociaux », selon un cadre local du parti.
En juin 2023, des individus cagoulés et gantés entassent et incendient des poubelles et des palettes dans la rue où il habite avec son épouse et ses cinq enfants,. Le Figaro rapporte également qu'il a été la cible de menaces de mort.
Il perd son siège de député lors des élections législatives anticipées de 2024, battu par Pascale Got, candidate du Nouveau Front populaire.

## Prises de position

### Climatodénialisme et écologie
Libération le décrit comme « défenseur acharné de la chasse, farouchement opposé aux éoliennes dont il combat avec virulence les installations »,.
Il tient régulièrement des propos ironiques quant au changement climatique, dont il nie la réalité, allant ainsi à l'encontre du consensus scientifique,.

### Xénophobie et racisme
Selon Rue89, Grégoire de Fournas « s’illustre régulièrement pour ses dérapages, notamment contre l’accueil des jeunes mineurs non accompagnés, et pour des accointances avec les franges les plus racistes et antisémites de son audience sur sa page Facebook ». Il apporte en 2014 son soutien à Anne-Sophie Leclère, une militante FN condamnée pour injure raciale, pour avoir comparé Christiane Taubira à un singe. Durant son mandat au conseil départemental de la Gironde, de 2015 à 2021, il s'oppose principalement à l'accueil des étrangers et la construction d'éoliennes.

### Opposition au mariage gay et à la lutte contre les discriminations
Il participe en 2013 aux manifestations contre la légalisation du mariage entre personnes de même sexe. Le Monde relève en 2022 qu'il « s’indigne régulièrement d’initiatives visant à lutter contre les discriminations, de genre ou d’orientation sexuelle ».

## Affaires judiciaires

### Condamnation pour détérioration d'une fresque municipale
Le 25 septembre 2012, Grégoire de Fournas et deux autres militants du Bloc identitaire sont condamnés par le tribunal judiciaire de Pau à une amende de 200 euros pour la détérioration le 8 mai 2010 d'une fresque commandée par la mairie de la commune de Billère nommée le « Mur des expulsés », réalisée en hommage aux familles reconduites à la frontière. Ni Grégoire de Fournas ni aucun des autres militants condamnés n'ont fait appel de la décision judiciaire,.

## Polémiques

### Propos racistes à l'Assemblée nationale
Le 3 novembre 2022, lors d'une séance de questions au gouvernement à l'Assemblée nationale concernant les actions de l'ONG SOS Méditerranée pour secourir les migrants naufragés en mer,, Grégoire de Fournas interrompt la prise de parole du député La France insoumise (LFI) Carlos Martens Bilongo en lançant :  « qu'il retourne en Afrique », version transcrite par les huissiers de l'Assemblée dans le compte-rendu de séance. Le groupe RN déclare, plus tard, que la phrase aurait été dite au pluriel (« qu'ils retournent en Afrique »), visant les migrants et non le député,.
La présidente de l'Assemblée met fin à la séance. L'ensemble des députés du groupe RN fait bloc autour du député RN alors que les autres députés lui demandent de sortir de l'hémicycle. Les propos de Grégoire de Fournas sont jugés racistes notamment par la NUPES, la Première ministre Élisabeth Borne, de nombreux élus de la majorité et les médias,,,. Il se défend en assurant avoir voulu parler de l'ONG SOS Méditerranée et être victime « d'une manipulation de La France insoumise ». Marine Le Pen et les autres élus RN lui apportent leur soutien, il déclare : « J'assume totalement mes propos sur la politique migratoire anarchique de notre pays ».
Le président de la République Emmanuel Macron se déclare « heurté » par des propos « intolérables ». La présidente de l'Assemblée Yaël Braun-Pivet annonce dans la foulée qu'elle convoquera une réunion de bureau pour examiner la situation dès le lendemain, vendredi 4 novembre. Gérald Darmanin, ministre de l'Intérieur, considère pour sa part que « la question de sa démission se pose ».
La polémique fait ressortir plusieurs publications racistes,, de Grégoire de Fournas sur les réseaux sociaux, telles que « En réponse à l'expulsion de notre ambassadeur au Mali il faut expulser tous les maliens de France ! » ou « Si Herwan veut être avec des noirs, il peut aller en Afrique… » adressé à un internaute noir, qu'il supprime alors,,. Le Monde évoque son « obsession pour l’immigration africaine et la couleur de peau ».
Le lendemain, les députés votent en faveur de la censure a l'unanimité sauf les députés RN et de l'exclusion temporaire pendant quinze jours du député pour « manifestation troublant l'ordre, ou qui provoque une scène tumultueuse »,. Cette procédure n'avait alors été utilisée qu'une seule fois depuis 1958,, en 2011, contre Maxime Gremetz. Selon Le Point et Valeurs actuelles, Grégoire de Fournas était attendu comme prochain porte-parole du RN après le congrès de 2022 du parti.

### Mensonges sur le recours à des travailleurs détachés
Grégoire de Fournas dénonce régulièrement le travail des étrangers et en 2019, il se vante à France Bleu de n'employer « que de la main d'oeuvre locale » dans son exploitation. Des journalistes (notamment allemands puis de France info) prouvent pourtant qu'il a eu recours à la même époque à des travailleurs détachés roumains (qu'il paye 5 euros de l'heure), et en 2022 identifient les tentes de travailleurs cette fois portugais, accueillis « au milieu d'un espace sans aucun aménagement » sur l'exploitation.

### Plateforme d'accueil pour les jeunes migrants
En 2020, dans le contexte des élections municipales, il répand une rumeur selon laquelle 70 mineurs isolés devraient être bientôt hébergés à Pauillac, et se vante ensuite d'avoir fait reculer le Conseil départemental de la Gironde. Ce dernier rétorque que l'institution envisagée était seulement une plateforme d'accueil et d'orientation (et non pas des logements) et que le choix de finalement l'installer ailleurs dans le Médoc était lié à un appel d'offres, indépendant de l'action de Grégoire de Fournas.

### Accusations de sexisme et d'autoritarisme
En 2016, son ancien binôme Sonia Colemyn, élue comme lui conseillère départementale en 2015, démissionne du FN et le juge « autoritaire, calculateur et sexiste », tandis qu'une ancienne collaboratrice de Grégoire de Fournas lui attribue « une vision négative des femmes et des homosexuels »,.

### Épinglage par le déontologue de l'Assemblée nationale
En 2022, il est épinglé par le déontologue de l'Assemblée nationale, après qu'il a utilisé son compte Twitter de député pour faire la publicité de son vin.

## Synthèse des résultats électoraux

### Élections législatives
| Année | Parti  | Parti | Circonscription  | 1er tour | 1er tour | 1er tour | 2d tour | 2d tour | 2d tour | Issue |
| Année | Parti  | Parti | Circonscription  | Voix     | %        | Rang     | Voix    | %       | Rang    | Issue |
| ----- | ------ | ----- | ---------------- | -------- | -------- | -------- | ------- | ------- | ------- | ----- |
| 2017  |        | FN    | 5e de la Gironde | 8 794    | 15,97    | 3e       |         |         |         | Battu |
| 2022  |        | RN    | 5e de la Gironde | 16 672   | 28,55    | 1er      | 26 263  | 53,28   | 1er     | Élu   |
| 2024  | 35 457 | RN    | 5e de la Gironde | 42,32    | 2e       | 39 656   | 49,37   | 2e      | Battu   |       |

### Élections départementales
| Année | Parti | Parti | Canton     | Binôme         | 1er tour | 1er tour | 1er tour | 2d tour | 2d tour | 2d tour | Issue |
| Année | Parti | Parti | Canton     | Binôme         | Voix     | %        | Rang     | Voix    | %       | Rang    | Issue |
| ----- | ----- | ----- | ---------- | -------------- | -------- | -------- | -------- | ------- | ------- | ------- | ----- |
| 2015  |       | FN    | Nord-Médoc | Sonia Colemyn  | 5 668    | 37,86    | 1er      | 7 707   | 50,48   | 1er     | Élu   |
| 2021  |       | RN    | Nord-Médoc | Chloé Chagniat | 3 819    | 35,33    | 1er      | 5 177   | 47,41   | 2e      | Battu |